# Johann Philipp Bettendorff
Johann Philipp Bettendorff noto in Brasile come João Felipe Bettendorff (Lintgen, 25 agosto 1625 – Belém, 5 agosto 1698) è stato un gesuita, missionario e pittore lussemburghese naturalizzato brasiliano.

## Biografia

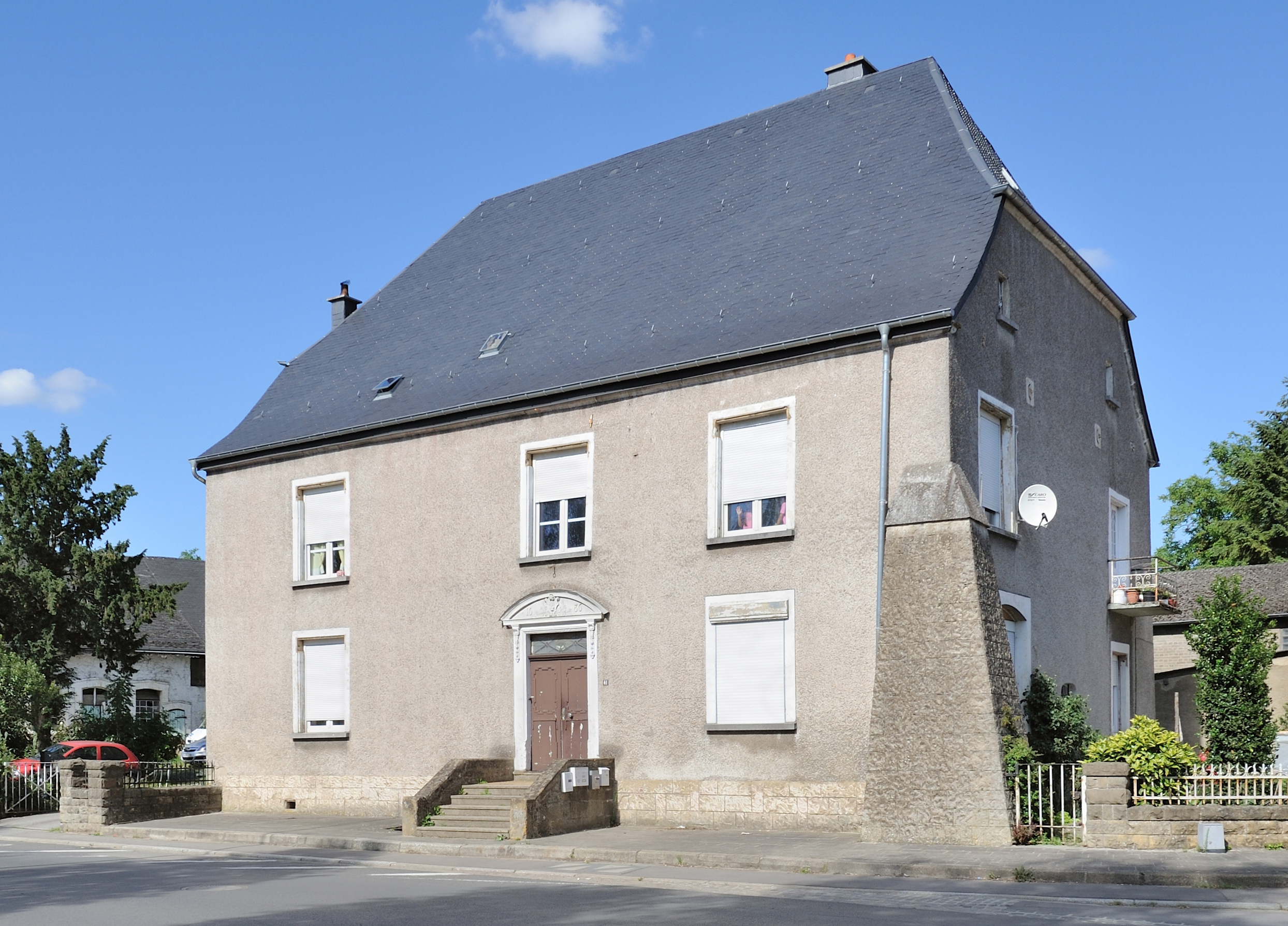
Casa natale di Johann Philipp Bettendorf a Lintgen in Lussemburgo.

Johann Philipp Bettendorf(f) (battezzato Johannes Philippus) nacque il 25 agosto 1625 a Lintgen, in Lussemburgo. Di famiglia abbiente, studiò scienze umane al collegio dei gesuiti di Lussemburgo, filosofia all'Università di Treviri e giurisprudenza a Cuneo. Nel novembre del 1647, entrò nel noviziato della Compagnia di Gesù a Tournai e trascorse diversi periodi di studio nei collegi della Compagnia nei Paesi Bassi spagnoli. Proseguì studiando teologia a Douai.. Era un poliglotta che parlava tedesco, francese, italiano, fiammingo, spagnolo e latino, ed era considerato estremamente colto.

### La missione del Maranhão
Nel 1659, poco dopo la sua ordinazione presbitero, fu designato dal generale della Compagnia di Gesù per la missione del Maranhão, nell'Amazzonia portoghese. Questa designazione rispondeva alle richieste di nuovi missionari del superiore del Maranhão, che all'epoca era il padre Antônio Vieira.
Dopo un soggiorno in Portogallo, partì per il Nord del Brasile in compagnia di Gaspar Misch, missionario come lui, e arrivò a São Luís do Maranhão il 20 gennaio 1661. In Portogallo e in Brasile apprese il nheengatu, o lingua generale, utilizzando la grammatica redatta dal padre Luís Figueira, di cui poco prima di partire lasciò un riassunto tradotto in latino.
Dopo un incontro con Antônio Vieira a Belém, fu destinato inizialmente per l'insediamento di Mortigura, nei dintorni della città, perché prendesse familiarità con la lingua e con il metodo di evangelizzazione dei nativi. Pochi mesi dopo, fu inviato alla foce del fiume Tapajós con l'obiettivo di fondarvi un insediamento. Qui, Bettendorff si dedicò alla catechesi degli indigeni, prestando attenzione a mantenere buone relazioni con i capi delle tribù locali, secondo gli orientamenti della Compagnia di Gesù. Poco tempo dopo, scoppiò una rivolta dei coloni di Belém e São Luís contro i gesuiti. La ragione del conflitto fu una legge del 9 aprile 1655, elaborata sotto l'influenza di Antônio Vieira, che collocava gli indigeni sotto la protezione dei missionari e impediva la loro utilizzazione come manodopera per i colonizzatori. Quando seppe della revolta, si unì ai gesuiti che stavano a Gurupá. Nel 1662, fu collocato in un'imbarcazione, insieme con altri sei gesuiti per essere deportato a Lisbona, però la nave cominciò ad affondare e ritornò a Belém, ove restò agli arresti domiciliari fino al 2 giugno 1662
Con la fine della rivolta, Bettendorff fu fatto superiore gesuita di Belém nel giugno del 1662 e nell'anno seguente fu inviato a São Luís come amministratore della missione in quella città, la più importante dell'Amazzonia. Qui, Bettendorff si distinse per la qualità della gestione, ma le sue lettere al Superiore Generale della Compagnia in Europa rivelano problemi nel rapporto con i coloni e l'abuso sofferto dagli indigeni. Si lamenta anche degli stessi indigeni, che erano poco inclini all'evangelizzazione.
Nel 1668, dopo l'ispezione del padre visitatore Manuel Juzarte, Bettendorff fu scelto come nuovo superiore della Missione, l'incarico più alto dei gesuiti cargo nello Stato di Maranhão e Gran Pará. Varie riforme furono effettuate sotto il suo mandato, come l'elevazione nel 1670 delle case dei gesuiti di São Luís e di Belém alla categoria di collegi. I collegi servivano per la formazione dei novizi ed erano dotati di biblioteca e officine per la produzione di oggetti liturgici. Oltre a ciò, servivano da centri ove i padri, normalmente distribuiti in varie missioni, si riunivano regolarmente, contribuendo così alla coesione della comunità.
All'inizio degli anni 1670, la colonia e i gesuiti vissero difficoltà economiche. Nel 1674, a Bettendorff succedette l'italiano Pietro Luigi Consalvi come superiore della Missione e tornò a essere rettore del collegio di São Luís. In quella città, diede impulso alla costruzione della chiesa di Nostra Signora della Luce (l'attuale Cattedrale di São Luís) e promosse l'economia con una piantagione di cacao e la produzione e vendita di mattoni. Nel 1679, il padre visitatore Pedro de Pedrosa, con l'appoggio di Consalvi, destituì Bettendorff dell'incarico di rettore, ma il processo fu considerato irregolare e il missionario lussemburghese recuperò il suo incarico nel 1681. Gli stessi anni sono segnati anche da conflitti amministrativi con la diocesi di São Luís do Maranhão, fondata nel 1677.

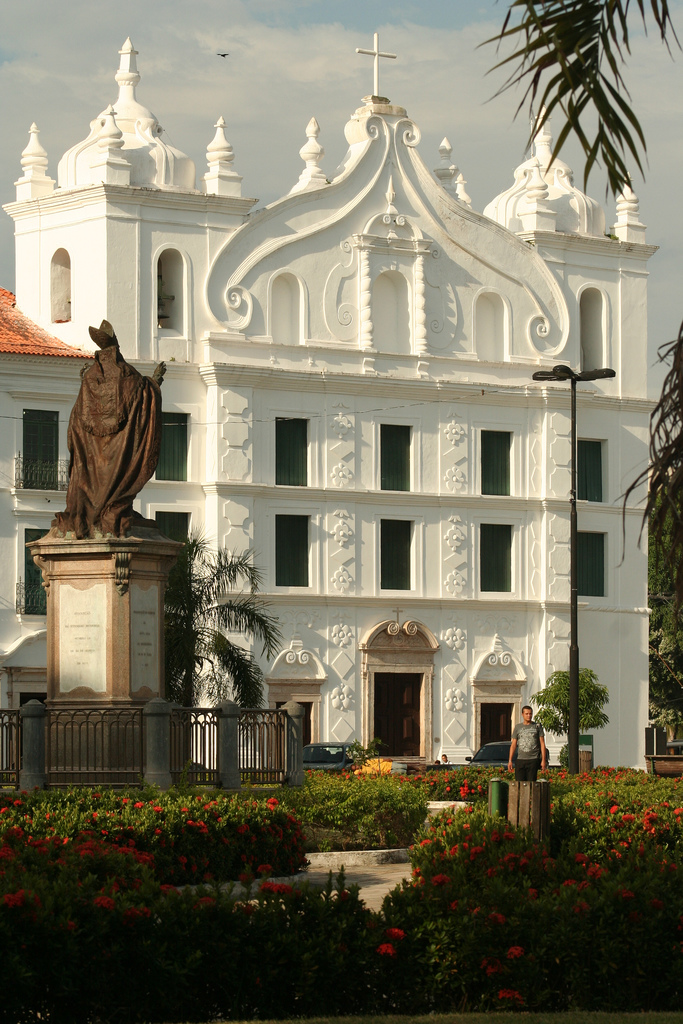
L'antica chiesa e collegio di Sant'Alessandro, ove operò Bettendorff.

All'inizio degli anni 1680, il Portogallo varò nuove leggi destinate all'integrazione dello Stato del Maranhão con il commercio coloniale che provocarono conflitti con i colonizzatori. Le leggi includevano disposizioni, ispirate dal padre Antônio Vieira, per incentivare l'uso della manodopera schiavile africana al posto di quella indigena. Così, nel 1684 scoppiò una nuova rivolta (Rivolta di Beckman), causata in parte dalla fondazione della Companhia do Comércio do Estado do Maranhão e Grão-Pará, creata dal Portogallo per monopolizzare il commercio, e per la difficoltà di reperire manodopera indigena e per gli alti prezzi degli schiavi africani. I gesuiti furono considerati parte del problema e furono tutti espulsi. Bettendorf, insieme con un gruppo di missionari andò a Recife e da lì a Salvador de Bahia.

### In Portogallo
Dopo una riunione con Antônio Vieira, Bettendorff fu inviato a Lisbona per presentare la situazione alla Corte portoghese, ove arrivò nell'ottobre del 1684. In base ai negoziati di Bettendorff, fra il resto, fu redatto nel 1686 il Regimento das Missões per regolare gli insediamenti indigeni e il loro uso come fonte di manodopera per la colonia. Un vantaggio per i gesuiti fu che il Regimento specificava che i padri avevano totale controllo sugli insediamenti, ciò che i coloni avevano visto con ostilità. Mentre era a Lisbona, Bettendorff pubblicò due opere relative al lavoro missionario in Amazzonia: una riedizione dell'Arte da Língua Brasílica, grammatica tupi del padre Luís Figueira, nel 1687, e il Compendio da doutrina christam na Lingua Portugueza & Brasilica, un catechismo bilingue, in nheengatu e portoghese, pubblicato sempre nel 1687, e scritto dallo stesso Bettendorff.

### Ultimi anni
Il 3 agosto 1688, Bettendorf ritornò in Amazzonia, ove fu immediatamente reintegrato nell'incarico di rettore del collegio di São Luís. Qui, affrontò la sfida di implementare il nuovo Regimento das Missões, a cui i coloni si opponevano tenacemente. Nel 1690, al termine del mandato del padre svizzero Jódoco Perret, Bettendorff divenne per la seconda volta superiore della Missione. Promosse allora l'educazione nei collegi con professori arrivati dalle università di Coimbra e di Évora, all'epoca amministrate dagli stessi gesuiti, il che permise di tenere corsi di latino ai figli dei coloni.
Nel 1693, prossimo alla fine del mandato, Bettendorff si impegnò nella redistribuzione degli insediamenti fra gli ordini religiosi presenti in Amazzonia. I gesuiti lasciarono varie missioni nell'interno agli altri ordini, il che fu recepito favorevolmente da Bettendorff, perché i gesuiti non riuscivano a curare adeguatamente la grande quantità di insediamenti. A metà del 1693, divenne superiore il padre Bento de Oliveira, e Bettendorff trascorse un periodo nell'interno. Nel 1696 tornò a Belém, ove fu assistente del nuovo superiore, José Ferreira, e partecipò attivamente alle attività del Collegio di Sant'Alessandro.
Negli ultimi anos, Bettendorff si dedicò alla redazione della "Crônica dos Padres da Companhia de Jesus no Estado do Maranhão (1627-1698)", compito che gli era stato affidato dai superiori Bento de Oliveira e José Ferreira. Morì prima di concluderla, il 5 agosto 1698.

## Attività artistica
Fra il 1661 e il 1695, nel contesto della sua attività missionaria, Bettendorff fu responsabile della costruzione e della decorazione pittorica delle chiese dell'Amazzonia, sia nella zona di Belém sia in quella di São Luís. La sua opera è nota mediante la Crônica che lui stesso scrisse, nella quale documenta le sue opere artistiche. Nel 1662, costruì una chiesa a Santarém, in cui decorò anche l'altare con una pala di Nostra Signora della Concezione. Per la chiesa di Monte Alegre, fece nel 1681 il frontale dell'altare e una pala d'altare, rappresentando ancora Nostra Signora della Concezion. A São Luís, nel 1690, realizzò il progetto della chiesa del collegio di San Luigi (l'attuale Cattedrale di São Luís), oltre alla sua facciata e agli altari. All'interno si trova anche l'altare principale da lui disegnato e  scolpito dall'intagliatore Manuel Manços.